# The Sheik of Araby
The Sheik of Araby (ook wel Sheik of Araby) is een liedje dat in 1921 geschreven is door Harry B. Smith en Francis Wheeler en op muziek gezet door Ted Snyder. Het liedje was geïnspireerd door de film The Sheik uit hetzelfde jaar, met de populaire acteur Rudolph Valentino. In 1926 gebruikte Snyder delen van de melodie voor een nieuw liedje, That Night in Araby, dat bedoeld was om mee te liften met de film The Son of the Sheik van dat jaar, weer met Valentino. Billy Rose schreef de tekst.
The Sheik of Araby was een hit in het Tin Pan Alley-circuit. Al in de jaren twintig begonnen jazzbands, vooral uit de buurt van New Orleans, het liedje te spelen. Het ontwikkelde zich tot jazzstandard.
‘Araby’ in de titel is natuurlijk het Arabisch Schiereiland. Maar op 8 km van New Orleans ligt een plaatsje Arabi, dat tot in de jaren vijftig bekendstond om zijn goktenten. De populariteit van het liedje onder de muzikanten van New Orleans zou daarmee samen kunnen hangen.

## Vroege uitvoeringen
- Vermoedelijk is de eerste opname die van Clyde Doerr's Club Royal Orchestra op 2 november 1921 op het merk Victor.
- In 1923 nam Guido Gialdini een versie op waarin de melodie gefloten werd (voor het merk Vox).[1]
- Duke Ellington nam het nummer in 1932 op met zijn orkest.
- De Tiny Bradshaw Big Band maakte in 1934 een opname.
- Django Reinhardt en Stéphane Grappelli namen het nummer zowel in 1935 als in 1937 op met het Quintette du Hot Club de France.
- In november 1936 nam Don Alberts band het nummer op, onder toevoeging van een obscene opmerking aan de tekst.
- Fats Waller and his Rhythm zette in 1939 ook een versie op de plaat.
- Het platenmerk Victor voerde in 1941 een experiment met overdubs uit. Sidney Bechet speelde The Sheik of Araby op klarinet, sopraansaxofoon, tenorsaxofoon, piano, contrabas en drums en Victor maakte er één nummer van.
- Spike Jones and his City Slickers maakten in 1942 een serie soundies, korte filmpjes met geluid, die bekeken konden worden in een ‘film-jukebox’ na inworp van een muntje. Een van die filmpjes was The Sheik of Araby.
- The Sheik of Araby is een van de vier nummers op de 78 toerenplaat I Got Rhythm van Oscar Peterson uit 1945 (RCA Masters FXM1 7233).
- George Lewis & His New Orleans Music brachten het nummer in 1950 uit als achterkant van de 78 toerenplaat Willie the Weeper.[2]
- Louis Prima nam het nummer in 1957 op voor de lp The Call of the Wildest (Capitol Records T836).
- Fats Domino zette het nummer op zijn lp A Lot of Dominos! uit 1960 (Imperial Records LP 12066).

## Versie van The Beatles
The Beatles hadden in hun begintijd het nummer op hun repertoire en brachten het regelmatig live in zowel Liverpool als Hamburg. Volgens George Harrison, die het altijd zong, had een eerdere versie van de zanger Joe Brown (een persoonlijke vriend van hem) als model gediend. The Beatles zongen het nummer tijdens hun mislukte auditie bij Decca op 1 januari 1962. De bezetting was:
- George Harrison, zang en sologitaar
- John Lennon, achtergrondzang en slaggitaar
- Paul McCartney, achtergrondzang en basgitaar
- Pete Best, drums

Het nummer zoals ze dat bij Decca speelden, staat op het verzamelalbum Anthology 1 uit 1995.

## Latere uitvoeringen
- Nelson Riddle en zijn orkest namen het nummer op voor de soundtrack van de film The Great Gatsby van 1974.
- Ray Stevens nam in 1991 een parodie van het nummer op voor zijn album Number One With a Bullet. Het heet hier Sheik of R&B en verhaalt over een sjeik die rhythm-and-blueszanger wordt.
- Jimmy Rosenberg nam het nummer op voor het album Gypsy Swing van 2000.
- Harry Connick jr. zette een versie met een bigband op zijn album Oh, My NOLA van 2007.
- Tim Armstrong nam het nummer in juni 2013 op voor zijn project Tim Timebomb and Friends.

## Invloed van het liedje
- Een regel van het liedje wordt geciteerd in de roman The Great Gatsby van F. Scott Fitzgerald uit 1925.
- In 1926 maakte Fleischer Studios een kort animatiefilmpje bij het liedje.
- Het lied is te horen in de film Valentino uit 1977 met een nieuwe tekst van de hand van Ken Russell, de regisseur van de film.